# Berlin Charter Township
Cet article possède un paronyme, voir Berlin Township.
Le Berlin Charter Township est un township situé dans l’État américain du Michigan, dans le comté de Monroe. Sa population est de 6 924 habitants.
La Centrale nucléaire Enrico Fermi se trouve dans le township, ainsi que la zone protégée de Pointe Mouillée.